# Marder I
El Marder I (marta, en alemán) fue un cazacarros alemán de la Segunda Guerra Mundial, armado con un cañón antitanque de 75 mm. Estaba construido con la base del Tracteaur Blinde 37L (Tractor Blindado 37L), un transporte de personal blindado/artillería móvil francés que los alemanes capturaron tras la caída de Francia en 1940.

## Historia
En las primeras fases de la Operación Barbarroja, la Wehrmacht sintió la necesidad de una solución antitanque más móvil y poderosa que la artillería remolcada existente o los cazacarros como el Panzerjäger I. Esta necesidad llegó a ser una urgencia a finales de 1941, con la aparición de los nuevos tanques soviéticos como el T-34 y el KV-1.
Como una solución provisional, se decidió utilizar tanto los tanques obsoletos como el Panzer II y los vehículos capturados como el 37L como base para cazacarros improvisados. El resultado fue la serie Marder, que estaban armadas con un cañón PaK 40 de 75 mm o un cañón ruso F-22 Modelo 1936 de 76,2 mm, que habían sido capturados en grandes cantidades.

## Desarrollo
El Marder I fue desarrollado en mayo de 1942 y estaba equipado con el PaK 40 de 75 mm, montado en un chasis del tractor Lorraine 37L|. El compartimiento original de la tripulación fue eliminado y el cañón se situó encima del chasis. Alrededor de éste se construyó un nuevo compartimiento con la parte superior abierta, que proporcionaba cierta protección a la tripulación contra armas de fuego de pequeño calibre.
Unos 170 Marder I fueron construidos utilizando chasis del 37L. Se utilizaron otros tanques franceses como base para la conversión, entre ellos el Hotchkiss H35 y el FCM 36 .

## Combate
Los primeros Marder I fueron enviados al Frente Oriental en 1942 para servir en las unidades Panzerjäger de las divisiones de infantería. Sin embargo, regresaron rápidamente a Francia, donde era más fácil conseguir piezas de repuesto de los vehículos franceses.
| División                                | Batallón                | Calendario         |
| --------------------------------------- | ----------------------- | ------------------ |
| 31° División de Infantería              | Pz. Jg.Abt.31           | Agos. 42 - Dic. 43 |
| 35° División de Infantería              | 2.Kp./Pz. Jg.Abt.35     | Sep. 42 - Dic. 43  |
| 36° División de Infantería (motorizada) | 4.Kp./Pz. Jg.Abt.38     | Oct. 42 - Jun. 43  |
| 72° División de Infantería              | 3.Kp./Pz. Jg.Abt.72     | Sep. 42 - Dic. 43  |
| 206° División de Infantería             | 1./Pz. Jg.Schn. Abt.206 | Ene. y - Dic. 43   |
| 256 ° División de Infantería            | 5./Pz. Schnelle-Abt.256 | Nov. 42 - Abr. 44  |